# 大邱広域市地下鉄公社2000系電車
2000系電車（2000けいでんしゃ）は、2004年に落成し、2005年10月18日に使用を開始した大邱交通公社（旧大邱広域市地下鉄公社、大邱都市鉄道公社）2号線の通勤形電車である。現在、6両30編成（180両）が運行している。

## 概要
2004年に落成。すべての車両がロテム製である。

## 外観
ドアは4ドア。前面デザインは仁川地下鉄1000系1次車に似ている。

## 車内

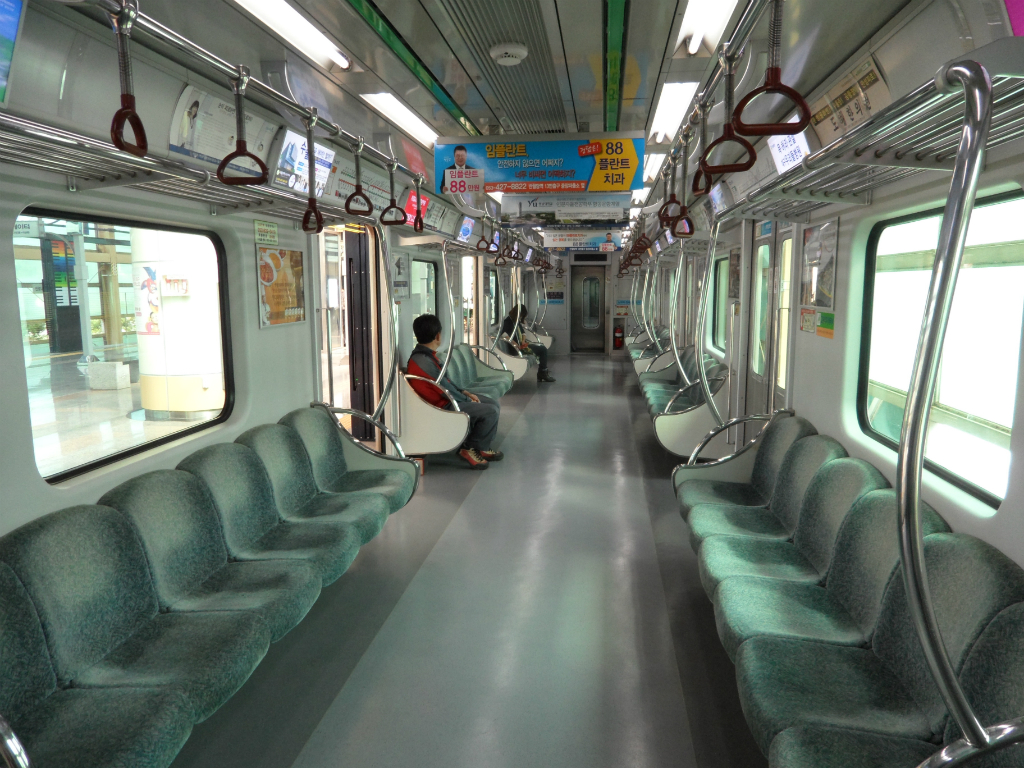
車内の様子

製造時から不燃化工事を行われた。座席は18m車のためドア間は6人掛け、車端部は3人掛けになっている。LED式案内表示機は両車端部貫通路の上に設置されてある。

## 現状
| 編成     | 導入時期 | 運行中止時期 | 備考                                      |
| -------- | -------- | ------------ | ----------------------------------------- |
| 201 編成 | 2004年   | 運行中       |                                           |
| 202 編成 | 2004年   | 運行中       |                                           |
| 203 編成 | 2004年   | 運行中       |                                           |
| 204 編成 | 2004年   | 運行中       |                                           |
| 205 編成 | 2004年   | 運行中       | ヘッドライトが白熱灯からLEDに交換された。 |
| 206 編成 | 2004年   | 運行中       |                                           |
| 207 編成 | 2004年   | 運行中       |                                           |
| 208 編成 | 2004年   | 運行中       |                                           |
| 209 編成 | 2004年   | 運行中       |                                           |
| 210 編成 | 2004年   | 運行中       |                                           |
| 211 編成 | 2004年   | 運行中       |                                           |
| 212 編成 | 2004年   | 運行中       |                                           |
| 213 編成 | 2004年   | 運行中       |                                           |
| 214 編成 | 2004年   | 運行中       |                                           |
| 215 編成 | 2004年   | 運行中       |                                           |
| 216 編成 | 2005年   | 運行中       |                                           |
| 217 編成 | 2005年   | 運行中       |                                           |
| 218 編成 | 2005年   | 運行中       |                                           |
| 219 編成 | 2005年   | 運行中       |                                           |
| 220 編成 | 2005年   | 運行中       |                                           |
| 221 編成 | 2005年   | 運行中       |                                           |
| 222 編成 | 2005年   | 運行中       |                                           |
| 223 編成 | 2005年   | 運行中       |                                           |
| 224 編成 | 2005年   | 運行中       |                                           |
| 225 編成 | 2005年   | 運行中       |                                           |
| 226 編成 | 2005年   | 運行中       |                                           |
| 227 編成 | 2005年   | 運行中       |                                           |
| 228 編成 | 2005年   | 運行中       |                                           |
| 229 編成 | 2005年   | 運行中       |                                           |
| 230 編成 | 2005年   | 運行中       |                                           |

## ギャラリー

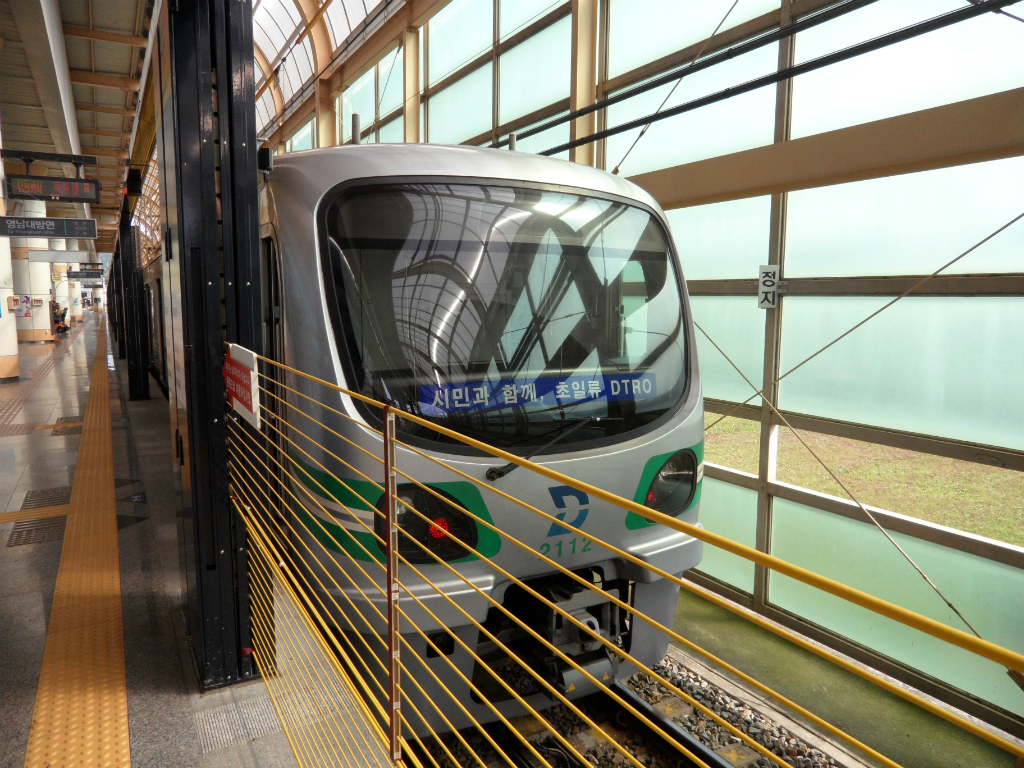
汶陽駅に停車中の212編成